# 女店主 (电影)
《女店主》（義大利語：La locandiera，又称：Mirandolina）是1980年意大利的喜剧电影，改编自著名剧作家卡洛·哥尔多尼的话剧代表作《女店主》。导演保罗·卡瓦拉（Paolo Cavara）。

## 演员表
- 维克托瓦尔·吉卡斯（Victoire Gekas） 饰演 米兰朵莉娜（Mirandolina）
- 阿菜西奥·马尔柯里塞（Alessio Marcogliese） 饰演 瑞帕弗拉塔（Ripafratta）骑士
- 托马斯·布彻-查雷斯特（Thomas Boucher-Charest） 饰演 福里姆波波利侯爵（Marquis of Forlimpopoli ）
- 阿菜西奥·马尔柯里塞（Alessio Marcogliese） 饰演 阿尔巴菲奥里塔伯爵（Count of Albafiorita）
- Selena Zhu 饰演 奥坦西娅（Ortensia）
- 科迪·琼斯（Cody Jones） 饰演 法布里佐（Fabrizio）
- 瑞丽·沃尔弗（Riley Wolever） 饰演 德伊阿妮拉（Dejanira）

注：瑞帕弗拉塔（Ripafratta）骑士和阿尔巴菲奥里塔伯爵（Count of Albafiorita）的扮演者均为阿菜西奥·马尔柯里塞（Alessio Marcogliese）。

## 剧情概述
年轻、美丽的旅店老板米兰朵莉娜（Mirandolina）同时被两位男贵族住客求爱，一位是阿尔巴菲奥里塔伯爵，另一位是福里姆波波利侯爵。这两个贵族客人都不断地为米兰朵莉娜（Mirandolina）大把大把地花钱，都送了很多贵重的礼物。米兰朵莉娜（Mirandolina）只是白白收下他们的礼物，却没有爱上这两个人中的任何一个。之后，第三个男人瑞帕弗拉塔（Ripafratta）骑士登场，一个严重的厌女症患者，他认为女人是祸水。米兰朵莉娜（Mirandolina）却选择了撩拨瑞帕弗拉塔（Ripafratta）骑士，并使他爱上了米兰朵莉娜（Mirandolina）。随后，在这4个人（由3个演员饰演，阿菜西奥·马尔柯里塞一饰两角）间展开了一轮爱情大战……  